# Список прапорів Ямайки
Нижче наведено список прапорів, які використовуються на Ямайці.

## Національний прапор
| Прапор | Дата  | використання  | опис                                   |
| ------ | ----- | ------------- | -------------------------------------- |
|        | 1962– | Прапор Ямайки | Золотий сальтир на зелено-чорному тлі. |

## Генерал-губернатор
| Прапор | Дата  | використання                      | опис                                                              |
| ------ | ----- | --------------------------------- | ----------------------------------------------------------------- |
|        | 1962– | Прапор генерал-губернатора Ямайки | Лев стоїть на короні на блакитному полі, внизу написано «Ямайка». |

## Прем'єр-міністр
| Прапор | Дата  | використання                     | опис |
| ------ | ----- | -------------------------------- | --- |
|        | 1962– | Штандарт прем'єр-міністра Ямайки | Блакитний прапор із знаком Прем'єр-міністра в центрі та літерами PM праворуч і ліворуч, оточений білою рамкою |

## Військові прапори
| Прапор | Дата  | використання                        | опис                                                      |
| ------ | ----- | ----------------------------------- | --------------------------------------------------------- |
|        | 1962– | Прапор Сил оборони Ямайки           | Темно-синій фон зі знаком Сил оборони Ямайки в центрі     |
|        | 1962– | Ямайський військово-морський прапор | Білий фон з червоним хрестом із прапором Ямайки в кантоні |
|        | 1962– | Прапор Ямайських повітряних сил     | Світло-блакитний фон із прапором Ямайки в кантоні         |

## Історичні
| Прапор | Дата                            | використання                           | опис |
| ------ | ------------------------------- | -------------------------------------- | --- |
|        | 13 жовтня 1510 — 23 січня 1516  | Колоніальний прапор Ямайки             | Герб Королівства Кастилія вперше був використаний у 1494 році, під час відкриття острова Христофором Колумбом, потім він був офіційно використаний колонією в 1510 році. |
|        | 23 січня 1516 — 9 квітня 1655   | Колоніальний прапор Ямайки             | Бургундський хрест використовувався під час іспанської колонізації |
|        | 10 квітня 1655 — 30 грудня 1800 | Колоніальний прапор Ямайки             | Версія прапора Союзу 1606 року використовувалася до 1 січня 1801 року |
|        | 1 січня 1801 — 24 серпня 1875   | Колоніальний прапор Ямайки             | Прапор Британського Союзу, використовувався до 1875 року |
|        | 25 серпня 1875 — 31 травня 1906 | Колоніальний прапор Ямайки             | Британський блакитний прапор із зображенням герба колоніальної Ямайки в білому колі                                                                                      |
|        | 1 червня 1906 — 8 квітня 1957   | Колоніальний прапор Ямайки             | Британський блакитний прапор із зображенням герба колоніальної Ямайки в білому колі                                                                                      |
|        | 8 квітня 1957 — 13 липня 1962   | Колоніальний прапор Ямайки             | Британський блакитний прапор із зображенням герба колоніальної Ямайки в білому колі                                                                                      |
|        | 13 липня 1962 — 6 серпня 1962   | Колоніальний прапор Ямайки             | Британський блакитний прапор із зображенням герба колоніальної Ямайки в білому колі                                                                                      |
|        | 1875–1906                       | Прапор губернатора Ямайки              | Прапор Союзу облямований зображенням герба колоніальної Ямайки |
|        | 1906–1957                       | Прапор губернатора Ямайки              | Прапор Союзу облямований зображенням герба колоніальної Ямайки |
|        | 1957–1962                       | Прапор губернатора Ямайки              | Прапор Союзу облямований зображенням герба колоніальної Ямайки |
|        | 1962                            | Прапор губернатора Ямайки              | Прапор Союзу облямований зображенням герба колоніальної Ямайки |
|        | 1966–2022                       | Особистий прапор королеви Єлизавети II | Щит герба Ямайки (Червоний хрест на білому полі, в кожному хресті по жовтому ананасу), з накладеним у центрі особистим монограмою королеви                               |